# Техасская резня бензопилой (фильм, 2003)
«Техасская резня бензопилой» (англ. The Texas Chainsaw Massacre) — американский слэшер режиссёра Маркуса Ниспеля, вышедший на экраны в 2003 году. Спродюсированный Майклом Бэем и по сценарию Скотта Косара, фильм является ремейком одноименного фильма 1974 года и перезапуском франшизы. Это пятый фильм франшизы и второй в хронологии ремейков. Главные роли исполнили Джессика Бил, Р. Ли Эрми, Эрик Бальфур, Джонатан Такер, Майк Фогель и Эндрю Брынярски в роли Кожаного лица. По сюжету действие происходит в 1973 году, фильм повествует о группе молодых друзей, которые становятся жертвами семьи каннибалов в штате Техас, семьи Хьюитт. Один из сыновей Хьюиттов, которого зовут Томас, преследует людей в маске из человеческой кожи, вооружившись бензопилой.
Фильм, на съёмки которого было потрачено 9 500 000 долларов, имел большой коммерческий успех, собрав более 80 571 655 долларов только на родине и 26 500 000 долларов по всему миру. Это сделало фильм самым кассовым во всей франшизе, даже несмотря на негативные отзывы во время его выхода, особенно в сравнении с оригинальным фильмом. Фильм был представлен в нескольких номинациях на различных премиях, включая «Сатурн» за «Лучший фильм ужасов» и получил премию «Teen Choice Award» как «Лучший триллер года» в 2004 году.
Кассовый успех привёл к созданию фильма «Техасская резня бензопилой: Начало», который является приквелом к данному ремейку. Фильм рассказывающий о зарождении и причинах ужасных поступков семьи Хьюитт, вышел на экраны в 2006 году. Успех фильма Маркуса Ниспеля стал началом волны ремейков классических фильмов ужасов, появившихся в последующие годы, таких как «Дом восковых фигур» (2005), «Ужас Амитивилля» (2005), «Чёрное Рождество» (2006), «Хэллоуин» (2007) и других.

## Сюжет
В начале фильма идут псевдодокументальные кадры полицейского расследования деяний семьи Хьюиттов, в которых демонстрируются человеческие останки и дом, где происходили убийства.
18 августа 1973 года группа ребят направляется на концерт группы Lynyrd Skynyrd в Даллас. По дороге они чуть не сбивают девушку, которая ведёт себя странно. Пытаясь оказать ей помощь, путешественники решают отвезти девушку в больницу, однако та что-то говорит об умерших, после чего достаёт из-под платья револьвер и кончает с собой, выстрелив себе в голову. Перед ребятами встаёт вопрос — что делать с телом самоубийцы? Они приезжают на заправку, владелица которой якобы звонит шерифу и сообщает им, что в настоящее время он занят. Тогда молодые люди пытаются найти шерифа самостоятельно, что приводит их к странному дому. Там они встречают чумазого мальчика — Джедидайю, который постоянно спрашивает о том, что ребята сделали с девушкой на дороге.
Тем временем Эрин и Кемпер отправляются в другой дом, где по словам Джедидайи, живёт шериф. Вместо этого они встречают там безногого инвалида, который просит Эрин помочь ему. Пока девушка пытается помочь хозяину подняться в инвалидное кресло, Кэмпер начинает самостоятельно исследовать дом. Неожиданно появляется Кожаное лицо, который убивает молодого человека ударом кувалдой между лопаток. Эрин, обеспокоенная потерей друга, начинает поиски. Одновременно в своей ужасной мастерской Кожаное лицо приступает к разделке тела Кэмпера.
Эрин возвращается к своим друзьям и узнаёт, что шериф (который обещал быть через полчаса) уже приезжал и забрал тело. Теперь вся группа отправляется на поиски Кэмпера, при этом они попадают на свалку старых автомобилей. Вдобавок они находят кусок человеческой челюсти, что приводит их в ужас. Они решают уехать из подозрительного места, однако Эрин отказывается ехать без Кемпера. Она и Энди отправляются в дом, который, как оказывается, принадлежит семейству Хьюиттов. Энди пытается найти там Кемпера, но подвергается нападению Кожаного лица, который бензопилой отрезает ему ногу. Ещё живого Энди маньяк подвешивает на крюк.
Эрин успевает сбежать к своим друзьям. Она надеется найти шерифа, однако он сам появляется рядом с фургоном. Вместо того, чтобы помочь молодым людям, страж правопорядка ведёт себя очень странно: заставляет Моргана, единственного оставшегося парня, засунуть себе револьвер в рот и имитировать действия погибшей девушки (фактически — выстрелить себе в голову). Тогда Морган направляет револьвер на шерифа, однако тот ведёт себя вполне спокойно и даже провоцирует Моргана, из-за чего тот нажимает на курок. Однако револьвер оказывается разряженным. Шериф везёт деморализованного Моргана в дом Хьюиттов. Девушки пытаются уехать, но сперва от фургона отрывается колесо, а затем появляется Кожаное лицо. Он разрезает Пеппер пополам бензопилой, а когда поворачивается к Эрин, девушка видит, что у маньяка на лице надета кожа с головы Кэмпера. Эрин пытается спастись в трейлере, где встречает двух женщин. Сперва они ведут себя относительно дружелюбно, и даже заставляют Эрин выпить чашку чая, чтобы прийти в себя, но их поведение кажется девушке странным. Вначале они говорят, что у них нет телефона, но потом Эрин слышит телефонный звонок. Эрин хочет убежать, но внезапно теряет сознание, так как в чай, который она выпила, было что-то подмешано. Просыпается девушка уже в доме Хьюиттов, где собралась вся семейка, включая шерифа и хозяйку бензоколонки. Кожаное лицо хватает девушку и бросает в подвал, где находится его чудовищная мастерская.
Там Эрин находит ещё живого Энди, висящего на крюке. Чтобы не продлевать страдания друга, девушка по его просьбе вонзает в него нож. Блуждая по страшному складу, она находит раненого Моргана, сидящего в ванне. Эрин слышит голос Джедидайи, который подсказывает выход из подвала. Однако в этот момент туда врывается со своей пилой Кожаное лицо. Эрин и Моргану удаётся сбежать, но Кожаное лицо настигает их в заброшенном доме. Морган пытается спасти Эрин, но Кожаное лицо убивает его. Погоня продолжается. Эрин пытается спастись на скотобойне. Здесь она находит мясной топор и, при попытке Кожаного лица напасть на неё, отрубает ему руку.
Выбежав на дорогу, Эрин останавливает грузовик, водитель которого, вроде бы, пытается оказать ей помощь. Однако в результате он привозит девушку снова к бензоколонке, где собралась вся семейка. Выйдя из машины, Эрин подкрадывается к окну и слышит, что водитель говорит о том, как подобрал на дороге странную девушку. Хьюиты идут к водителю, чтобы выслушать его рассказ. В это время Эрин замечает маленького ребёнка, сидящего на детском стульчике. Девушка больше не ждёт своей участи — когда шериф пытается остановить её, девушка, забрав ребёнка, несколько раз переезжает его машиной. Снова появляется Кожаное лицо, однако одной рукой он не в состоянии справиться с бензопилой…
Продолжение полицейской хроники из пролога. Полицейские спускаются в подвал и там подвергаются нападению со стороны Кожаного лица. Голос за кадром сообщает, что дело так и не раскрыто.

## Создатели
| \| Актёр \| Роль \| Русский дубляж \| \| --------------- \| --------------------------------- \| ------------------ \| \| Джессика Бил \| Эрин \| [ Марианна Шульц]] \| \| Эрика Лирсен \| Пеппер \| Лариса Некипелова \| \| Майк Фогель \| Энди \| Дмитрий Кошмин \| \| Джонатан Такер \| Морган \| Илья Бледный \| \| Эрик Бальфур \| Кэмпер \| Михаил Тихонов \| \| Эндрю Брынярски \| Томас Хьюитт \| роль без слов \| \| Р. Ли Эрми \| Шериф Уинстон Хойт(Чарльз Хьюитт) \| Рогволд Суховерко \| \| Дэвид Дорфман \| Джедидайя \| Николай Быстров \| \| Лорен Джерман \| Девушка-попутчица \| н/д \| \| Терренс Эванс \| Старик Монти \| Вячеслав Баранов \| \| Мариетта Марич \| Люда Мэй \| Светлана Харлап \| \| Хизер Кафка \| Генриетта \| Ольга Сирина \| \| Кэти Ламкин \| Чайная дама \| Ярослава Турылёва \| \| Брэд Лилэнд \| Водитель грузовика \| Всеволод Кузнецов \| \| Джон Ларрокетт \| Рассказчик \| Дальвин Щербаков \| Фильм дублирован объединением «Мосфильм-Мастер» на производственно-технической базе киноконцерна «Мосфильм» по заказу кинокомпании «Парадиз» в 2004 году. - Режиссёр дубляжа — Ярослава Турылёва - Переводчик — Павел Силенчук | РежиссёрМаркус Ниспель ПродюсерыМайкл Бэй, Майк Флисс, Ким Хенкел, Тоуб Хупер и Джо Дишнер СценарийСкотт Косар ОператорДэниэл Перл КостюмыБобби Мэнникс ХудожникиСкотт Галлахер, Грег Блэр и Рэнди Хьюк КомпозиторСтив Яблонски Исполнительные продюсерыДжеффри Аллард, Тэд Филд, Брэд Фуллер, Эндрю Форм и Гай Стодель КастингЛиза Филдс МонтажГлен Скантлбери |                    |
| Актёр | Роль | Русский дубляж     |
| Джессика Бил | Эрин | [ Марианна Шульц]] |
| Эрика Лирсен | Пеппер | Лариса Некипелова  |
| Майк Фогель | Энди | Дмитрий Кошмин     |
| Джонатан Такер | Морган | Илья Бледный       |
| Эрик Бальфур | Кэмпер | Михаил Тихонов     |
| Эндрю Брынярски | Томас Хьюитт | роль без слов      |
| Р. Ли Эрми | Шериф Уинстон Хойт(Чарльз Хьюитт) | Рогволд Суховерко  |
| Дэвид Дорфман | Джедидайя | Николай Быстров    |
| Лорен Джерман | Девушка-попутчица | н/д                |
| Терренс Эванс | Старик Монти | Вячеслав Баранов   |
| Мариетта Марич | Люда Мэй | Светлана Харлап    |
| Хизер Кафка | Генриетта | Ольга Сирина       |
| Кэти Ламкин | Чайная дама | Ярослава Турылёва  |
| Брэд Лилэнд | Водитель грузовика | Всеволод Кузнецов  |
| Джон Ларрокетт | Рассказчик | Дальвин Щербаков   |

## История создания

### Разработка
Кинорежиссёр Майкл Бэй начал свою карьеру, снимая музыкальные клипы с очень маленькими бюджетами, что познакомило его с техникой партизанского кинопроизводства. В 2001 году Бэй создал компанию Platinum Dunes вместе с продюсерами Эндрю Формом и Брэдли Фуллером, целью которой было сосредоточиться на производстве малобюджетных фильмов. Идея продюсеров Platinum Dunes заключалась в том, чтобы выпускать фильмы стоимостью менее 20 миллионов долларов с учётом разработки концепции и маркетинга. Для Бэя основным желанием было создать компанию, которая могла бы помочь начинающим режиссёрам снимать фильмы.
Когда компания рассматривала различные варианты фильмов для производства, стали доступны права на франшизу «Техасская резня бензопилой». 5 декабря 2001 года на сайте Creature Corner было объявлено, что Майкл Бэй и его компания возглавили производство нового фильма вместе с двумя молодыми продюсерами Брэдли Фуллером и Эндрю Формом. Бэй захотел снять именно ремейк, а не очередной сиквел. Идея ремейка классики Тоуба Хупера была встречена общественностью неоднозначно: поклонники франшизы, в частности оригинального фильма, не видели смысла в переделке картины, и так имеющей культовый статус. Брэд Фуллер рассказывал, что во время разработки фильма ходили слухи о том, что режиссёром станет Майкл Бэй. Хотя это никогда не обсуждалось, Бэй признавался, что хотел бы стать режиссёром некоторых сцен фильма. В то время сайт 13th Street сообщил, что права на фильм должны теперь принадлежать компании Platinum Dunes, поскольку она активно ищет сценариста, и сообщил, что предполагаемый бюджет фильма составляет от 5 до 10 миллионов долларов. В действительности бюджет составил 3 миллиона долларов. За несколько лет до начала производства Майк Флейсс, американский продюсер реалити-шоу и президент продюсерской компании Next Entertainment, наладил контакты с Тоубом Хупером и Кимом Хенкелем и убедил их, что именно они подходят для продюсирования ремейка фильма. Когда Брэд Фуллер рассказал Майку Флейссу о своей компании, у Флейсса возникла идея пойти и поговорить с Хупером и Хенкелем, чтобы узнать их мнение. Бюджет ремейка в итоге вырос с 3 миллионов долларов до более чем 9 миллионов долларов.
У Бэя была идея снять женщину в большой комнате, с полностью чёрным фоном и только несколькими слышимыми звуками. Женщина вбегает в дом, поднимается по деревянным ступеням, затем подбегает к двери и открывает её. Она баррикадируется, нагромождая предметы, затем раздаются мужские шаги. Когда шаги приближаются, девушка начинает дышать тише. Мужчина подходит к двери и после нескольких секунд отсутствия звука пытается разбить дверь и запускает бензопилу, которая проламывает её под оглушительные крики женщины. Ролик поставил сам Майкл Бэй. Видео было представлено на мероприятии American Film Market в Санта-Монике. Создатели фильма встретились с представителями кинокомпаний и попросили их ознакомиться с видео. Права на фильм были куплены в тот же день, ещё до того как был написан сценарий, что является очень редким явлением в киноиндустрии. Права на ремейк были проданы компании New Line Cinema, о чём было объявлено 19 июня. Компания всегда считала, что создаёт фильмы, которые «объединяют людей»: «Пары приходят на просмотр этих картин, пугаются, а затем берутся за руки, что заставляет людей возвращаться к просмотру этих фильмов», — говорил Роберт Шейе. Идея Майкла Бэя заключалась в том, чтобы вернуться к «старой школе ужасов», то есть к фильмам, которые были гораздо более жестокими, мрачными и реалистичными. Компания начала поиск сценариста, который с уважением отнесётся к работе Тоуба Хупера, но при этом добавит свежий взгляд на сюжет фильма. Хотя 31 января 2002 года Variety объявила, что Хупер и Ким Хенкел вернутся к написанию сценария для ремейка, на эту должность был нанят Скотт Косар, которого Майкл Бэй считал обладателем «извращённого ума». О приходе сценариста в проект было объявлено Variety 18 июня 2002 года.
Студии искали интересного режиссёра с очень индивидуальным стилем и, прежде всего, новичка в этой области, который никогда раньше не снимал фильмы. По этому они начали искать подходящую кандидатуру среди режиссёров видеоклипов. Продюсеры потратили месяцы на поиски подходящего режиссёра, пока агент из Creative Artists Agency не связался с продюсерами, назвав имя Маркуса Ниспеля, который, казалось, был заинтересован. Майкл Бэй, который знал Ниспеля и считал его талантливым, захотел с ним встретиться. Продюсеры ознакомились с работами Ниспеля и он произвёл на них впечатление. Оказалось, что Ниспель, который ранее снимал музыкальные клипы для таких исполнителей, как Джанет Джексон, Джордж Майкл, Билли Джоэл, Элтон Джон, Брайан Адамс и Милен Фармер, всегда хотел снять свой первый фильм со студией New Line. Он представил продюсерам свой подход к созданию ремейка, объяснил, как будет выглядеть фильм, показал им более тысячи фотографий и объяснил, какие чувства вызовет фильм, что соответствовало идеям и видению проекта, которые уже были у продюсеров. Публичное объявление о приходе Маркуса Ниспеля на пост режиссёра было сделано Variety 19 июня 2002 года.
Оператором фильма стал Дэниел Перл, который уже работал над оригинальным фильмом. Перл был монтажёром нескольких клипов Ниспеля, будущий режиссёр сам связался с ним и предложил поработать над фильмом. Перл сразу же согласился. Майкл Бэй попросил Скотта Стоддарда сделать для фильма маску «Кожаного лица» после того как увидел его работу с гримом для фильма «Перл-Харбор».

### Задумка
Помимо того, что фильм «Техасская резня бензопилой» 1974 года для многих является классикой жанра, некоторые люди считают, что его сценарий основан на реальной истории. Это дало Майклу Бэю возможность написать сценарий ремейка якобы на основе реальных событий. Анализируя оригинальный фильм, Ниспель понимал, что важно сделать ремейк, который будет отличаться от первого фильма. Его целью было удивить зрителей; они думают, что знают, что произойдет, увидев работу Тоуба Хупера, в то время как сценарий ремейка будет направлен на что-то другое. На сайте Creature Corner в то время была представлена первоначальная сюжетная линия, которая могла послужить основой для сценария: действие фильма происходило бы в форме флешбэка, в котором Салли Хардести, героиня оригинального фильма, рассказывает властям о событиях, которые зрители позже увидят.
Как и в случае с фильмом-оригиналом, события этого фильма полностью вымышлены, но авторы решили добавить интересный сюжетный поворот, в котором вступление картины представляет собой фрагмент «найденной плёнки», а фильм продвигался как «основанный на реальных событиях». Образ маньяка, вырезающего лица жертв и делающего из них маски, был взят из жизни — так поступал печально известный маньяк Эд Гин, но на этом сходство с реальными событиями и сюжетом фильма заканчивается — Гин действовал в одиночку и не использовал бензопилу в своих преступлениях. История Гина также вдохновила авторов на создание таких известных персонажей-маньяков, как Норман Бейтс из серии романов и книг «Психо» и Буффало Билл из романа и книги «Молчание ягнят».
Вскоре после того, как начались поиски сценариста, продюсеры встретились со Скоттом Козаром. Одна из особенностей сценария была в том, что тема с персонажем-попутчиком была важна, но Козар посчитал, что будет достаточно сложно повторить образ, созданный Эдвином Нилом, и тогда родилась сцена с девочкой-самоубийцей, которая, как выяснилось позже, стала жертвой Хьюиттов — такое решение помогло бы с другой важной линией: объяснить, как именно главные герои оказались в этой ситуации и что привело их в такую глушь.
Фирменную сцену «семейного ужина» решено было не снимать для ремейка, однако эту идею воплотили в продолжении 2006 года. Сцена, в которой Кожаное лицо снимает свою маску, должна была появиться ещё в третьей части (вышедшей в 1990 году), но ради изменения прокатного рейтинга сцену пришлось вырезать.
По сценарию Джедидайа должен был носить футболку с изображением мультяшного кота по кличке Феликс (об этом упоминается в романе-новелизации); но от этой идеи пришлось отказаться, так как владельцы прав на образ Феликса не дали своего согласия.

### Кастинг
На главную роль авторы фильма рассматривали кандидатуры Кэти Холмс, Кирстен Данст и Джессики Альбы. В итоге Джессика Бил, звезда сериала «Седьмое небо» получила главную роль — Эрин Хардести, которая вместе с друзьями пересекает Техас, направляясь в Даллас на концерт любимой группы. Эрик Бальфур, позднее прославившийся благодаря ролям в сериале «Хейвен» и драме «Спи со мной», сыграл роль Кемпера, возлюбленного Эрин. Джонатан Такер и Майк Фогель сыграли лучших друзей Кэмпера, Моргана и Энди, соответственно. Эрика Лирсен воплотила образа девушки по имени Пеппер, с которой герои познакомились, возвращаясь из Мексики. Основной претенденткой на роль девушки-самоубийцы была актриса Эван Рэйчел Вуд, но на роль утвердили Лорен Джерман — актриса также проходила пробы на роль Эрин.
Главным кандидатом на роль Кожаного лица был Дольф Лундгрен. Эндрю Брынярски, узнав, что будет сниматься ремейк фильма, пришёл на рождественскую вечеринку к продюсеру Майклу Бэю и попросился исполнить роль убийцы-маньяка. Брынярски был давним другом Бэя, и снимался у него в фильме «Перл Харбор». Сначала роль получил актёр Бретт Вагнер, но в первый же день он был госпитализирован и был уволен за то, что соврал о своём состоянии здоровья. Тогда продюсеры позвали на роль Брынярски. Готовясь к роли он сидел на специальной «диете» из грудинки и белого хлеба, чтобы его вес добрался до отметки 300 фунтов — это около 136 килограммов. Брынярски вновь сыграет Кожаное лицо в приквеле — «Техасская резня бензопилой: Начало».
Кроме всего прочего, в фильме есть несколько ярких камео-ролей. Джон Ларрокетт, читавший закадровый текст в картине Хупера, вновь вернулся к роли рассказчика в ремейке. Одна из отсечённых голов в доме Кожаного Лица принадлежит Гарри Джей Ноулзу, автору влиятельного кино-сайта «Ain’t It Cool News». Также Гуннару Хансену, сыгравшему у Хупера Кожаное лицо, была предложена эпизодическая роль водителя грузовика в конце фильма, но он отказался.
Эрика Лирсен, сыгравшая роль Пеппер, настолько громко кричала на кастинге, что люди, находившиеся в другом конце здания, услышав её крик, вызвали полицию.

### Съёмки
Ниспель хотел снимать фильм в Калифорнии, но Бэй настоял на Техасе, где снимались три предыдущих фильма франшизы. Основные съёмки картины проходили с 22 июля по конец сентября 2002 года под Остином, а также в округах Тейлор и Грейнджер в Техасе и продолжались 40 дней. Майкл Бэй срежиссировал чёрно-белый тизер-трейлер фильма. Дэниэл Перл — оператор картины — также снимал оригинальную версию 1974 года, на вопрос, сохранится ли визуальный стиль картины, он ответил: «Нет. Я уже снял один такой фильм, и не вижу смысла снимать точно такой же фильм в таком же стиле». Такого же мнения был и режиссёр Ниспель, отказавшийся от псевдодокументального стиля картины 1974 года.
В последний день съёмок Эрик Бальфур разделся догола, оставшись лишь в бейсболке, и так прошёлся по съёмочной площадке — этот эпизод попал в архивы съёмочной группы и был опубликован в разделе «Дополнительных материалов» на DVD.
Погода во время съёмок стояла очень жаркая и влажная. Брынярски носил специальный костюм, который увеличил его вес с 300 фунтов до 420 — он быстро нагревался, и поэтому актёр пил много воды. Отдельной проблемой стала силиконовая маска — в ней было трудно дышать. На съёмках использовалось несколько бензопил — бутофорских и настоящих. Чтобы скрыть ноги актёра Терренса Эванса, было построено специальное кресло, а в сцене, где Эрин помогает старику Монти подняться с пола в ванной, ноги актёра находились в отверстиях и висели под площадкой.

### Музыка
| №                   | Название                          | Длительность |
| ------------------- | --------------------------------- | ------------ |
| 1.                  | «Leatherface»                     | 2:45         |
| 2.                  | «He’s A Bad Man»                  | 4:02         |
| 3.                  | «Erin & Kemper»                   | 1:07         |
| 4.                  | «Hewitt House»                    | 1:09         |
| 5.                  | «Driving With A Corpse»           | 1:24         |
| 6.                  | «Kemper Gets Whacked / Jedidiah»  | 1:56         |
| 7.                  | «Crawford Mill»                   | 1:50         |
| 8.                  | «Interrogation»                   | 3:50         |
| 9.                  | «Andy Loses A Leg»                | 1:41         |
| 10.                 | «You’re So Dead»                  | 3:33         |
| 11.                 | «Hook Me Up»                      | 2:40         |
| 12.                 | «My Boy»                          | 3:15         |
| 13.                 | «Morgan’s Wild Ride / Van Attack» | 4:35         |
| 14.                 | «Mercy Killing»                   | 2:59         |
| 15.                 | «Prairie House»                   | 3:13         |
| 16.                 | «Final Confrontation»             | 5:25         |
| 17.                 | «Can’t Go Back»                   | 3:55         |
| 18.                 | «Last Goodbye»                    | 1:00         |
| Общая длительность: | Общая длительность:               | 50:17        |

В 2002 году было официально объявлено, что композитором фильма будет Мэрилин Мэнсон, однако это не случилось — по слухам, из-за конфликта музыканта с продюсерами фильма. Тогда в качестве автора музыки к картине выбрали молодого композитора Стива Яблонски, написавшего музыку для телесериала «Отчаянные домохозяйки», трилогии «Трансформеры» и многим другим известным фильмам. В итоге Яблонски работал ещё над несколькими фильмами студии «Platinum Dunes» — ремейками фильмов «Кошмар на улице Вязов», «Пятница, 13-е», «Ужас Амитивилля», «Попутчик», а также картиной «Техасская резня бензопилой: Начало». Альбом был выпущен 21 октября 2003 года лейблом «Bulletproof Records/La-La Land Records».

## Удалённые и альтернативные сцены
Шесть сцен были значительно урезаны для получения менее жёсткого прокатного рейтинга:
- Самоубийство девушки в машине было более кровавым — её ухо, а также летящие кусочки мозга попадали в кадр после выстрела.
- Эрин сообщает Кэмперу, что у них будет ребёнок, а по дороге к дому Хьюиттов они обсуждают дальнейшую совместную жизнь.
- Нападение на Кэмпера было более кровавым: Кожаное лицо бьёт его молотком по голове, юноша дёргается в конвульсиях, а из его черепа обильно течёт кровь.
- Пила разрезает Моргана, начиная с промежности юноши, обильно проливая кровь, пока его внутренности не начинают вываливаться наружу.
- Бензопила разрезает живот Пепер.
- Джедидайя погибает, пытаясь помочь Эрин и Моргану сбежать — Кожаное лицо распиливает его пополам.

В альтернативной версии начала картины некий чернокожий мужчина в костюме садится за стол напротив женщины в кресле-каталке (вероятнее всего, как в романе, это Эрин Хардэсти в наши дни) — они находятся в больнице; мужчина спрашивает, почему женщина говорит, что они взяли не того, а затем женщина начинает рассказывать о событиях 18 августа 1973 года — в кадре появляется сцена купания в реке.
В альтернативном финале Эрин рассказывает собеседнику, что полиция взяла не того человека, потому что она отрубила настоящему Кожаному лицу руку, а у пойманного — две руки. Далее показывают; затем группа захвата находит в заброшенном доме тело мертвого человека с отрубленными ногами, лежащего в постели; а после этого в кадре появляется уходящий толстый человек, у которого нет одной руки — это и есть Кожаное лицо, оставшийся на свободе.

## Продукция и продвижение

### Реклама
В трейлерах и телевизионных роликах, рекламирующих фильм, были использованы композиции «Vox» и «Song To The Siren» студии Synchronic Music; песня «Song To The Siren» в исполнении Рени из группы «Moneypenny»; и «Signal To Noise» из репертуара Питера Гэбриэла. На песню «Suffocate» группы Motograter, попавшей на саундтрек фильма под названием «The Album», был снят музыкальный клип с фрагментами из фильма — видео часто транслировали на музыкальных каналах в период выхода картины в прокат США.
На кино-театральных постерах фильма использовались слоганы «Тебе не сбежать» (англ. You Can’t Escape!); «Основано на реальных событиях» (англ. Inspired By A True Story); «Если Вы так хотели познать ужас, он Вас найдёт!» (англ. If It’s Terror What You Want, It’s Terror What You’ll Have…) и «Всё, что Вы знали о страхе… Несравнимо с тем, что Вам предстоит узнать!» (англ. What You Know About Fear… Doesn’t Even Come Close).

### Игрушки
Компания «McFarlane Toys» выпустила в серии «Movie Maniacs 7» фигурки Эрин, шерифа Хойта, Кожаного лица и старика Монти, а также ещё одну фигурку Кожаного лица в серии «Movie Maniacs». Компания «Sideshow» выпустила куклу Кожаное лицо. Компания «Mezco Toyz» выпустила диораму убийства Моргана в серии «Cinema Of Fear 2».

### Роман-новелизация
Издательство «Black Flame» выпустило роман «Техасская резня бензопилой» 1 марта 2004 года. Сценарную адаптацию написал автор Стивен Хэнд (англ. Stephen Hand). В американской версии — 256 страниц, в русской (выпущенной издательством «Амфора» в серии «Читать [модно]» — 413). Ранее Хэнд уже сотрудничал с компаниями «New Line Cinema» и «Black Flame», написав роман-новеллизацию фильма «Фредди против Джейсона». Произведение содержит множество сцен и диалогов, которые не попали в финальный монтаж картины, в том числе альтернативное начало и финал, в котором в наше время журналист пытается раскрыть тайну преступлений, и берёт интервью у постаревшей Эрин Хардести.

### Альбом-саундтрек
| №                   | Название              | {{{extra_column}}}  | Длительность |
| ------------------- | --------------------- | ------------------- | ------------ |
| 1.                  | «Immortally Insane»   | Pantera             | 5:14         |
| 2.                  | «Below The Bottom»    | Hatebreed           | 2:27         |
| 3.                  | «Pride»               | SOiL                | 2:44         |
| 4.                  | «Deliver Me»          | Static-X            | 2:38         |
| 5.                  | «43»                  | Mushroomhead        | 4:33         |
| 6.                  | «Pig»                 | Seether             | 3:21         |
| 7.                  | «Down In Flames»      | Nothingface         | 2:27         |
| 8.                  | «Self Medicate»       | 40 Below Summer     | 3:10         |
| 9.                  | «Suffocate»           | Motograter          | 3:04         |
| 10.                 | «Destroyer Of Senses» | Shadows Fall        | 2:56         |
| 11.                 | «Rational Gaze»       | Meshuggah           | 5:05         |
| 12.                 | «Archetype (Remix)»   | Fear Factory        | 4:31         |
| 13.                 | «Enshrined By Grace»  | Morbid Angel        | 4:29         |
| 14.                 | «Listen»              | Index Case          | 2:07         |
| 15.                 | «Ruin»                | Lamb of God         | 3:14         |
| 16.                 | «Stay In Shadow»      | Finger Eleven       | 3:55         |
| 17.                 | «As Real As It Gets»  | Sworn Enemy         | 3:10         |
| 18.                 | «Five Months»         | Core-Tez            | 3:48         |
| Общая длительность: | Общая длительность:   | Общая длительность: | 1:02:53      |

Помимо оригинального музыкального сопровождения фильма, созданного композитором Стивом Яблонски, был издан альбом с песнями в жанре метал, которые не звучали в фильме, но послужили источником вдохновения для авторов картины и, наоборот, для музыкантов.
В фильме также звучало несколько песен: «Sweet Home Alabama» из репертуара легендарной группы Lynyrd Skynyrd играет в начале картины в автомобиле героев (композиция стала доступна на аудио-кассетах лишь в 1974 году, в то время как действие картины происходит в августе 1973), а вторая песня — «A Part Of Me» в исполнении дуэта Рика Гарсия и Рене Рейес из группы «The Green Car Motel».

### Выход на видео
Фильм был издан на VHS и DVD 30 марта 2004 года компанией «New Line Home Entertainment». Дополнительные материалы включали в себя трейлеры, телевизионные ролики и музыкальный клип группы Motograter на песню «Suffocate». В тот же день в продажу поступило двухдисковое издание фильма в серии «Platinum Series Edition» — диски находились в металлическом боксе, а бонусы также включали 3 аудиодорожки с комментариями продюсера Майкла Бэя, режиссёра Маркуса Ниспеля и других создателей; набор фотографий с места преступления; удалённые сцены с видео-комментариями Ниспеля под названием «Severed Parts»; альтернативное начало и финал; документальные фильмы «Chainsaw Redux: Making A Massacre» и «Ed Gein: The Ghoul Of Planifield»; пробы актёров — Джессики Бил, Эрики Лирсен и Эрика Бальфур; галерею фотографий; 7 телевизионных роликов и 2 трейлера; музыкальное видео группы Motograter, а также дополнительные возможности для DVD-ROM. Кроме того, ремейк и его приквел издавались специальным изданием в так называемом собрании «Double Feature» — однако бонусные материалы были в значительной степени урезаны.
UMD-версия фильма поступила в продажу 4 октября 2005 года, а на Blu-Ray — 29 сентября 2010 года. Blu-Ray-издание включало все те же бонусы, что и «Platinum Series Edition». Издание «Double Feature» также доступно и на Blu-Ray.
В России на VHS фильм выпустила компания «Спайр» в 2004 году, «Top Industry» — на двух VideoCD и «CP Digital» на DVD. В 2007 году картина переиздавалась компанией «Парадиз Видео», а в 2009 — компанией «CP Digital». На Blu-Ray в России картина не издавалась.

## Релиз
Премьера фильма в США состоялась 17 октября 2003 года в 3 016 кинотеатрах, и показ продолжался до 16 февраля 2004 года (общая продолжительность проката — 123 дня/17,6 недель). Прокатом картины в России занималась компания «Парадиз», а в Республике Беларусь фильм был запрещён к показу зрителям младше 18 лет.

### Кассовые сборы
В первый день проката он собрал $10 620 000 и $29,1 миллиона за все выходные только в США, став лидером проката. Сборы в России составили $635 000. За 17 дней проката фильм собрал в США $66 миллионов. Через некоторое время прмьера фильма состоялась и в других странах (например, в Великобритании картину выпустили на Хэллоуин), мировые сборы составили $26 500 000, общие сборы в США достигли отметки $80, 6 миллиона, общая касса — $107 миллионов. Таким образом при бюджете $9,5 млн фильм стал коммерчески успешным и самым кассовым во всей франшизе — даже с учётом инфляции (на 2018 год касса картины — $162 миллиона). Успех фильма подтолкнул «Platinum Dunes» и другие компании к созданию ремейков классических фильмов ужасов 1970—1980-х годов, волна которых не стихает до сих пор.
В российский прокат фильм выпустила компания «Парадиз» 5 февраля 2004 года. Кассовые сборы в России и странах СНГ составили 5 898 423 рублей, а картину посмотрело порядка 54 786 зрителей.

### Критика
В основном, фильм получил негативные отзывы критиков. Сайт «Rotten Tomatoes» присвоил картине лишь 36 %, а большинство обзоров сводилось к мысли, что «ремейк получился более кровожадным, но менее страшным, чем оригинал». «Metacritic» оценил фильм на 38 из 100 на основе 33 отзывов. Средняя зрительская оценка на сайте «CinemaScore» — «B+» по шкале от «A+» до «F». На сайте «Кинопоиск» у фильма рейтинг 6.560 на основе 37 484 оценок зрителей; на «Internet Movie Database» — 6.2 из 10 на основе оценок 140 791 пользователей (на март 2022).
Роджер Эберт дал весьма редкую оценку — 0 звёзд из 4, комментируя решение следующими словами: «Презренное кино: мерзкое, уродливое и жестокое. Нет причин его смотреть. А тем, кто встаёт на его защиту, придётся протанцовывать через воспалённость собственной фантазии, называющей жестокость и отчаяние картины „стилем“, „особым видением“ и „правдивым взглядом на наш мир“».
Со временем, картину стали воспринимать более позитивно. Уилльям Эрл из «Variety» поставил картину на 3-е место в списке лучших фильмов франшизы: «Режиссёр Маркус Ниспель использовал много умных решений, чтобы рассказать историю по-новому, сделав фильм обязательным к просмотру для нового поколения поклонников ужастиков. Кроме основной истории, многое изменилось: повествование быстрее, насилие более кровавое, сцены сняты по-новому, музыка стала более традиционной. Но ключевые элементы остались неизменными. […] Ансамбль профессиональных актёров дарит нам абсолютно другой уровень исполнения. Лучшая актёрская игра среди всех фильмов серии — от Р. Ли Эрми и Джессики Бил дарит невероятное напряжение, когда в кадре появляется громила Кожаное лицо, сыгранный самым выразительным образом Эндрю Брынярски». Обозреватель «Collider» Таня Лорена Ривера назвала картину одним из самых недооценённых фильмов ужасов начала 2000-х: «Тот факт, что главной критикой фильма была его кровавость, учитывая наличие слов „бензопила“ и „резня“ в его названии, вызывает недоумение. Несколько членов оригинальной съёмочной группы, в том числе оператор Дэниел Перл, вернулись к работе над картиной. Его тревожные ракурсы усиливают чувство страха и безысходности на протяжении всего фильма. Актёрский состав выдаёт сильную игру, но интерпретация шерифа Хойта в исполнении Р. Ли Эрми — по-настоящему будоражила».

### Награды
В 2003—2004 годах картина и её создатели выдвигались на некоторые престижные кино-премии:
| Год  | Премия                                            | Категория                                                  | Номинант                                            | Результат |
| ---- | ------------------------------------------------- | ---------------------------------------------------------- | --------------------------------------------------- | --------- |
| 2003 | «Сатурн»                                          | Специальная награда «Будущее лицо жанра»                   | Эрик Бальфур (также за «Veritas: В поисках истины») | Номинация |
| 2003 | «Sitges (Catalonian International Film Festival)» | Лучшая работа художника                                    | Скотт Галлахер                                      | Победа    |
| 2003 | «Sitges (Catalonian International Film Festival)» | Лучший фильм                                               | Маркус Ниспель                                      | Номинация |
| 2004 | «Сатурн»                                          | Лучшая актриса                                             | Джессика Бил                                        | Номинация |
| 2004 | «Сатурн»                                          | Лучший фильм ужасов                                        | «Техасская резня бензопилой»                        | Номинация |
| 2004 | «BMI Film & TV Awards»                            | Лучшая музыка                                              | Стив Яблоснки                                       | Победа    |
| 2004 | «International Fantasy Film Award»                | Лучший фильм                                               | Маркус Ниспель                                      | Номинация |
| 2004 | «Golden Trailer Awards»                           | Лучший фильм ужасов/триллер                                | «Техасская резня бензопилой»                        | Номинация |
| 2004 | «Key Art Awards»                                  | Лучшая аудио-визуализация                                  | Сегмент «Основано на реальных событиях»             | Победа    |
| 2004 | «Золотая малина»                                  | Худший ремейк/сиквел                                       | «Техасская резня бензопилой»                        | Номинация |
| 2004 | «MTV Movie Awards»                                | Женский прорыв года                                        | Джессика Бил                                        | Номинация |
| 2004 | «MTV Movie Awards»                                | Лучший злодей                                              | Эндрю Брынярски за роль Кожаного лица               | Номинация |
| 2004 | «Teen Choice Awards»                              | Лучший триллер                                             | «Техасская резня бензопилой»                        | Победа    |
| 2004 | «Teen Choice Awards»                              | Фильм, который ваши родители предпочли, чтобы вы не видели | «Техасская резня бензопилой»                        | Номинация |
| 2004 | «Fangoria Chainsaw Awards»                        | Худший фильм                                               | «Техасская резня бензопилой»                        | Номинация |
| 2004 | «Fangoria Chainsaw Awards»                        | Лучшая актриса                                             | Джессика Бил                                        | 2-е место |
| 2004 | «Fangoria Chainsaw Awards»                        | Лучший актёр второго плана                                 | Р. Ли Эрми                                          | 2-е место |
| 2004 | «Fangoria Chainsaw Awards»                        | Лучший релиз для широкого проката                          | «Техасская резня бензопилой»                        | 3-е место |

### Влияние
Кассовый успех картины привёл к тому, что в Голливуде появилась новая тенденция — съёмка ремейков классических фильмов ужасов. Многие из них были сняты самой студией «Platinum Dunes» — в период с 2003 по 2010 года в прокат вышли такие картины-ремейки студии, как «Ужас Амитивилля» (2005), «Попутчик» (2007), «Пятница, 13-е» (2009) и «Кошмар на улице Вязов» (2010). Также другими студиями были сняты картины «Дом восковых фигур» (2005), «Чёрное Рождество» (2006), «Когда звонит незнакомец» (2006), «У холмов есть глаза» (2006), «Хэллоуин 2007», «Мой кровавый Валентин» (2009), «Последний дом слева» (2009), «Крик в общаге» (2009), «Пиранья в 3D» (2010), «Ночь страха» (2011), «Зловещие мертвецы: Чёрная книга» (2013).

## Связи с другими проектами

### Отсылки к фильму 1974 года
Оба фильма, были восприняты критиками и зрителями, как «шокирующие» картины своего времени из-за наличия крайне жестоких сцен и реализма в их изображении; у картин есть принципиальные стилистические и сюжетные различия. Так главное семейство сменило фамилию Сойер (англ. Sawer) на Хьюитт (англ. Hewitt), а большинство убийств в ремейке по сравнению с оригиналом совершено бензопилой, вынесенной в название фильмов. Действие обеих картин происходит в 1973 году и разворачивается вокруг группы молодых людей, оказавшихся в лапах у семьи садистов, проживающих в техасской глуши. В оригинале герои подбирают на дороге сумасшедшего брата Кожаного лица по прозвищу Попутчик, а в ремейке — это девушка, жертва семейки Хьюиттов. Состав семьи Хьюиттов немного изменился: теперь в ней 7 членов, а Деда (появившегося во всех 4 частях оригинального сериала) нет в ремейке, где также не упоминается, что семейство Хьюиттов занималось каннибализмом, в то время как в оригинальной картине присутствует важная сцена семейного ужина, в которой Сойеры пытаются съесть своих жертв. Главную героиню в оригинальном фильме зовут Салли Хардисти, и, хотя фамилия Эрин не упоминается в ремейке, в романе-адаптации она носит именно такую фамилию.

### Продолжения
После кассового успеха ремейка перед создателями возник вопрос о том, чтобы снять ещё одну картину франшизы — поняв, что им ещё есть о чём рассказать поклонникам, Фуллер и Форм начали обсуждение съёмок вместе с Майклом Бэем — чтобы удержать права на франшизу, компания «New Line Cinema» заплатила обладателям 3 миллиона долларов после того, как «Dimension Films» попытались выкупить права у Тоба Хупера, Ким Хэнкель и Роберта Кана. Продюсеры хотели нанять Скотта Касара, автора сценария ремейка, для работы над продолжением, но он был занят другой картиной, и тогда они обратились к Шелдону Тёрнеру. В итоге было решено остановиться на формате приквела. Режиссёром стал Джонатана Либесмана. Главные роли сыграли Джордана Брюстер, Диора Бэрд, Тейлор Хэндли и Мэттью Бомер. Членов семьи Хьютт вновь сыграли Р. Ли Эрми, Эндрю Брынярски, Мариетта Марич, Терренс Эванс и Кэти Ламкин.
Фильм вышел в прокат 5 октября 2006 года; общие сборы в США составили $39 517 763 при бюджете 16 миллионов долларов. Фильм получил, преимущественно, негативные отзывы критиков.
В январе 2007 года Брэдли Фуллер и Эндрю Форм, объявили о том, что они не собираются снимать третий фильм, а в октябре 2009 года стало известно, что «Twisted Pictures» и «Lionsgate» выкупили права на франшизу.

### Комиксы
С 2005 по 2006 года «Avatar Press» издало серию комиксов из 5 выпусков, которые продолжали мифологию ремейка 2003 года, но являлись предысторией тех событий — действие трёх описанных историй происходит между приквелом и ремейком, и представляет семьи Хиьюттов. В 2006 году совместная работа сценариста Брайана Палидо и художника Дэниэла HDR получила номинацию на премию «Spike Awards» в категории «Лучший переход с экрана в комикс» (англ. Best Screen-To-Comic Adaptation) за работу над серией «Texas Chainsaw Massacre: The Grind».
После того, как студия «Avatar» потеряла права на франшизу, их выкупила компания «WildStorm», выпустив в 2007 году свою серию комиксов — прямое продолжение фильма. События основной серии происходят год спустя после фильма: у Кожаного лица отрублена рука, Эйрин помещена в психиатрическую клинику, а ФБР начинает серьёзное расследование событий в Техасе; среди агентов — дядя героини фильма, девушки Пеппер, который начинает «копать» под Хьюиттов.
Затем последовали несколько мини-серий и специальных выпусков, позже собранных под одной обложкой — релиз книги «Texas Chainsaw Massacre, Volume 2» состоялся 14 января 2009 года. Серия из трёх выпусков «Raising Cain» рассказывает историю Генриетты, решившей сбежать от Хьюиттов после того, как родила близнецов — Каиня и Авеля. Специальный выпуск «Texas Chainsaw Massacre: By Himself» рассказывает о том, как Чарли Хьюитт — более известный как шериф Хойт — служил в армии во время войны в Корее. Выпуск «Texas Chainsaw Massacre: About A Boy» рассказывает о детстве Томас Хьюитта — убийце по прозвищу Кожаное лицо.

### Пародии
Эпизод, в котором Кожаное лицо поднимает бензопилу вверх и качает ею из стороны в сторону, был спародирован в фильме «Очень страшное кино 3» — призрак девочки Табиты случайно перепиливает деревянную балку, которая сваливается на неё. Также именно Томас Хьюитт, а не Бубба Сойер из классической серии, появляется в одном из эпизодов комедийного шоу «Робоцып», в котором злодеи ужастиков участвуют в реалити-шоу «Big Brother Horror Movie».

## Комментарии
1. ↑  Первоначально международный прокат должен был осуществляться компанией Good Machine;[2], но её сменила компания Focus Features после того, как Good Machine была объединена с ней.
2. ↑  Фильм является прямым продолжением к оригинальному фильму, однако, как подметил сценарист Федерико Альварес, не вычёркивает из канона события первых трёх сиквелов[7][8].